# شهرستان ژاگانی
شهرستان ژاگانی (به لهستانی: Żagań County) یک شهرستان در لهستان است که در استان لوبوسکی واقع شده‌است.

## خصوصیات
شهرستان ژاگانی ۱٬۱۳۱٫۲۹ کیلومترمربع مساحت و ۸۲٬۲۲۶ نفر جمعیت دارد.